# Bregenz
Bregenz (zastarelo slovensko Brežnice, latinsko Brigantium) je glavno mesto avstrijske zvezne dežele Predarlske ter središče istoimenskega okraja. 
S svojimi 30.000 prebivalci je Bregenz tretje največje mesto v deželi (za Dornbirom in Feldkirchom), z okolico pa jih šteje več kot dvakrat več. Leži ob vzhodnem bregu Bodenskega jezera, pod 1064 metrov visokim Pfänderjem, med Švico na zahodu in Nemčijo na severovzhodu. 
Mesto je pomembno upravno, kulturno, športno ter prometno središče širšega območja.
Bregenz je poznan po vsakoletnem glasbenem festivalu Bregenzer Festspiele, ki poteka v poletnem času.   
V bližini je cistercijanska teritorialna opatija Wettingen-Mehrerau.

## Ime
Ime izhaja iz keltskih časov, okoli 500 pr. n. št., ko se je naselje (oppidum) imenovalo Brigantion po boginji Brigantiji. Po rimskem zavzetju predarlškega območja leta 15 pr. n. št. so Rimljani zgradili mesto Brigantium.

## Zgodovina
Območje je bilo poseljeno že v času prazgodovine, prve naselbine pa so nastale v 15. stol. pr. n. št. To dokazujejo najdbe iz bronaste dobe ob vznožju Gebhardsberga. V času Keltov se je na Predarlskem naselilo pleme Brigantier, o pristonosti keltske kulture pa priča relief Epona. Sicer pa je bil Bregenz eden najbolj utrjenih krajev v regiji.
V 3. stoletju so na območje vdrli Alemani ter mesto porušili, rimsko-keltsko prebivalstvo ga je obnovilo in utrdilo. Po razpadu Rimskega cesarstva so v 5. stoletju Alemani območje tudi dokončno poselili. 
V 7. stoletju sta med letoma 610 in 612 na območju delovala misijonarja sv. Kolumban in sv. Gal. Od leta 917 v naselju stoji grad. Mesto je bilo dvakrat prodano Habsburžanom(delno leta 1451 in ponovno še leta 1532). Med Tridesetletno vojno so mesto zavzeli Švedi pod vodstvom Carla Gustafa Wrangela.
Od leta 1726 je mesto sedež avstrijske deželne uprave Predarlske. Med leti 1805 in 1814 je bil Bregenz pod Bavarsko oblastjo. Leta 1842 so ob Bodenskem jezeru zgradili pristanišče, leta 1872 pa so do mesta zgradili še železniško povezavo. Med drugo svetovno vojno leta 1945 so mesto bombandirali zavezniki

## Geografija
Bregenz leži v skrajni zahodni pokrajini Avstrije, vzhodno od Bodenskega jezera, severno od mesta Dornbirn in Bregenzer Ach. Glavno mesto zvezne dežele Predarlska (Vorarlberg) leži med gorskim pobočjem Pfänderrücken z Gebhardsbergom na zahodu in vzhodnim bregom Bodenskega jezera na terasah zgornjega mesta in Ölraina ter na obalnem območju jezera. Poselitveno območje se je v zadnjem času razširilo bolj proti pobočjem Pfänderja in Gebhardsberga, predvsem pa proti jugozahodu, kjer so nastala naselja Rieden-Vorkloster. Ti so bili vključeni leta 1919. Nadaljnje razširitve naselja so bile narejene vzdolž Bregenzer Ach, kjer je bil zgrajen Achsiedlung. Nekdanja občina Fluh je bila ustanovljena leta 1938.
Najvišja točka na območju občine je nad 1000 m nadmorske višine nekaj južno od vrha Pfänder in spada v okrožje Fluh, najnižja točka pa je vodna površina Bodenskega jezera s povprečno višino 396 m nad morjem.  Bodensko jezero je tudi najnižja točka Predarlske. Središče mesta Bregenz je 398 m nad morjem.

## Gospodarstvo
V 19. in 20. stoletju je Bregenz doživel veliko gospodarsko rast z razvojem prehranske, tekstilne ter kemične industrije. Pomembna panoga je postal tudi turizem.
Mesto je prav tako pomembno trgovsko in bančno središče ter sedež številnih zavarovalnic.

## Glavne znamenitosti
Gornje mesto
- Ostanki iz 13. in 16. stoletja
- Mestno obzidje
- Stara mestna hiša (1662)
- Martinsturm (Martinov stolp). Prvotno so ga zgradili Rimljani in ima kapelo s freskami iz leta 1362. Med letoma 1599 in 1601 je bilo dodano dodatno nadstropje. Ima največji baročni zvonik v obliki čebule v srednji Evropi, v njem pa je Muzej vojaške zgodovine.
- Gotska župnijska cerkev sv. Gala: njeni romanski temelji so izpred leta 1380, vendar je bila okoli leta 1480 prezidana. Okoli leta 1737 je bila predelana v baročno.
- Župnijska cerkev Herz-Jesu (1905–1908).

Spodnje mesto
- Mestna hiša, zgrajena 1686 (fasada iz 1898)
- Gotska Seekapelle (jezerska kapela)
- Landhaus (od 1973 do 1982 zgradil W. Holzbauer)
- Nekdanji Kornhausmarkt (zgrajen od 1838 do 1940, spremenjen od 1951 do 1955); zdaj je v njej gledališče.
- Protestantska cerkev Svetega križa (1862–1864)
- Cerkev sv. Kolumbana (1962–1966)
- Kunsthaus Bregenz (1991–1997) (muzej sodobne umetnosti)
- Tourismushaus (turistični center) (1994–1998).

Znamenitosti v okrožju Vorkloster so župnijsk cerkev Marije Pomagaj (1925–1931, C. Holzmeister, notranjost iz 1980) in cistercijanski samostan Mehrerau.
Na skali Gebhardsberg so ostanki trdnjave Hohenbregenz (uničili so jo Švedi leta 1647).

### Bregenzer Festspiele
Letni poletni glasbeni festival Bregenzer Festspiele je svetovno znan, saj poteka vsako leto julija in avgusta na in okoli odra ob Bodenskem jezeru. Ta festival vsako leto v Bregenz privabi več kot 150.000 ljudi (2011: 166.453, 2016: 159.172) in ima proračun okoli 20 milijonov EUR. Program se spreminja vsaki dve leti.
Poleg igranja na jezerskem odru se orkestralni koncerti in opere odvijajo tudi v sosednjem festivalskem gledališču. Med in pred začetkom festivala poteka tudi otroški in mladinski program.
Jezerski oder (Seebühne) je največje jezersko gledališče na prostem na svetu, ki sprejme približno 7000 gledalcev.

### Bregenz Jazz Festival
Od leta 2014 vsako leto junija na Kornmarktplatzu poteka Bregenz Jazz Festival. Je naslednik festivala v New Orleansu, ki je potekal od leta 1999 do 2013, v zgodnjem poletju, v središču mesta Bregenz in ki ga pobudnik Markus Linder ni več podpiral. Poleg spremembe imena je prišlo tudi do spremembe glasbene zvrsti iz bluesa v jazz. Lokacija in čas sta ostala približno enaka.

## Pobratena mesta
Bregenz je pobraten z:
- Bangor, Severna Irska – med obema krajema potekajo različne izmenjave potovanj
- Akka, Izrael